# Monte del Templo
El Monte del Templo o Explanada de las Mezquitas es un lugar religioso considerado sagrado de aproximadamente 15 hectáreas ubicado en la ciudad vieja de Jerusalén. Los israelíes lo conocen como הַר הַבַּיִת (Har Ha-Bayit, lit. «Monte de la Casa» o «Monte del Templo», en alusión al antiguo templo) por los judíos y cristianos, mientras que los musulmanes lo denominan الْحَرَم الشَّرِيف (al-Ḥaram ash-Sharīf, lit. «El Noble Santuario») o الحرم القدسي الشريف (al-Ḥaram al-Qudsī ash-Sharīf, lit. «El Noble Santuario de Jerusalén»). Actualmente, la explanada es uno de los lugares sagrados más disputados del mundo. Denominado por los musulmanes Noble Santuario está considerado el tercer lugar más santo en el islam (tras La Meca y Medina), y también es el lugar más sagrado del judaísmo, ya que en el monte Moriá se sitúa la historia bíblica del sacrificio de Isaac.
El sitio actual es una plaza plana rodeada por muros de contención (incluyendo el Muro de las Lamentaciones) que se construyó durante el reinado de Herodes el Grande para una expansión del templo. La plaza está dominada por tres edificaciones monumentales de principios del período omeya: la Mezquita de al-Aqsa, la Cúpula de la Roca y la Cúpula de la Cadena, así como cuatro minaretes. Las murallas y puertas herodianas, con adiciones hechas durante los períodos bizantino tardío e islámico temprano, atraviesan los flancos del monte. Actualmente se puede llegar allí por once puertas, diez de ellas reservadas para musulmanes y una para no musulmanes, con puestos de guardia de la policía israelí en las proximidades de cada una.
En virtud del statu quo vigente, los judíos no pueden acceder a la Explanada para rezar, aunque sí pueden hacerlo en calidad de visitantes, si bien la policía israelí permite con cada vez más frecuencia la violación de este acuerdo. El recinto está bajo la custodia de Jordania pero controlado por Israel, que ocupó Jerusalén Este en la guerra de los Seis Días de 1967.

## Tradición judaica
El lugar, según la tradición judaica, de "la piedra del sacrificio de Isaac" (la Sagrada Piedra de Abraham) fue elegido por el rey David para construir un santuario que albergara el objeto más sagrado del judaísmo, el Arca de la Alianza. Las obras fueron acabadas más tarde por Salomón en lo que se conoce como Primer Templo o Templo de Salomón y cuya descripción solo conocemos a través de la Biblia, ya que fue profanado y destruido por Nabucodonosor II en el 586 a. C., dando inicio al exilio judío a Babilonia. Unos años después se reconstruyó el Segundo Templo, que volvió a ser destruido en el 70 d. C. por los romanos, con la excepción de todas la paredes aledañas al templo. El muro occidental, conocido como Muro de las Lamentaciones, aún se conserva y constituye el lugar de plegaria más importante para los judíos debido a que se constituye como la pared más cercana al Santo Santuario en la actualidad. Según la tradición judía, es el sitio donde debería construirse el tercer y último templo en los tiempos del Mesías.
Según ciertas ramas de la ortodoxia judía, los judíos no deben penetrar en el Monte del Templo porque podrían, sin querer, violar el Kodesh HaKodashim (sancta sanctorum) del desaparecido templo, es decir, la zona del mismo cuya entrada solo estaba permitida, y aún lo está, al sumo sacerdote del pueblo, y también por las reglas de pureza necesarias para ingresar, las cuales no pueden ser cumplidas hoy en día. Es accesible a todo público solo si obedecen regulaciones como entrar a ella sin pantalones cortos ni zapatos de cuero, y permanecer en el sitio con respeto. En las entradas y salidas de la misma hay guardias de la Policía de Fronteras de Israel.

## Tradición islámica
En el monte se encuentran dos de los templos más importantes del Islam: la Mezquita de Al-Aqsa, la cúpula "plateada", y el Domo de la Roca, la cúpula de oro, construidas ambas en el siglo VII, la Cúpula de la Cadena del siglo VII, la Cúpula de la Ascensión del siglo X, la cúpula de Yusuf del siglo XII o la Cúpula de los Profetas del siglo XVI. La segunda debe su nombre a que alberga en su interior la que —según la tradición islámica— es la piedra sobre la que Abraham se dispuso a sacrificar a su hijo (el Corán afirma que fue su hijo mayor, Ismael) y desde la que Mahoma fue elevado al cielo. La cúpula es uno de los lugares más representativos de la ciudad.

## Inicio de la Segunda Intifada
El 28 de septiembre de 2000, tras una visita de Ariel Sharón a la Explanada, estalló la llamada Intifada de Al-Aqsa, fenómeno que se atribuyó en un principio al supuesto carácter provocador de dicha visita. Sin embargo, una comisión internacional, la Comisión Mitchell, encargada de estudiar los orígenes de la Intifada, y de examinar los disturbios y la represión durante la visita de Sharón, llegó a la conclusión de que la visita no fue la razón del inicio de la Intifada de Al-Aqsa, sino que se remonta a la ruptura de las negociaciones de Camp David el 25 de julio de 2000.

## Pugna sobre el derecho a rezo
La pugna sobre el derecho de los judíos a rezar y visitar el Monte del Templo es histórica.
El 29 de octubre de 2014, hubo un atentado contra la vida del activista israelí Yehuda Glick que lucha por el derecho de judíos de rezar en el Monte del Templo. Yehuda Glick sobrevivió el ataque tras un largo tratamiento en terapia intensiva.
En octubre de 2016, el Consejo Ejecutivo de la UNESCO, con apenas 6 votos en contra de sus 58 miembros, adoptó una resolución en la que afirma «la importancia de la ciudad vieja de Jerusalén y sus murallas para las tres religiones monoteístas». La resolución condena el aumento de las agresiones israelíes contra civiles, personalidades religiosas islámicas y sacerdotes, las medidas adoptadas contra la libertad de culto y el acceso de musulmanes a la mezquita de al-Aqsa, y deplora los ataques continuos por extremistas de derechas y fuerzas uniformadas israelíes. Condena también la entrada por la fuerza de diferentes empleados israelíes, en particular los funcionarios del Servicio de Antigüedades de Israel, en las mezquitas y edificios históricos del complejo.

13. Lamenta el daño causado por las fuerzas israelíes, especialmente desde el 23 de agosto de 2015, en las puertas y ventanas históricas de la mezquita de al-Qibli, en el complejo de la mezquita de al-Aqsa/al-Haram al-Sharif, y reafirma, a este respecto, la obligación de Israel de respetar la integridad, la autenticidad y el patrimonio cultural de la mezquita de al-Aqsa/al-Haram al-Sharif, como se refleja en el statu quo histórico, como lugar sagrado de culto para los musulmanes y componente de un sitio del patrimonio cultural mundial.
Resolución UNESCO (200 EX/PX/DR.25.2 Rev.)

Además, la resolución desaprueba de forma tajante la actitud de Israel con respecto al acceso al lugar y las construcciones y excavaciones llevadas a cabo en el mismo.

16. Deplora la decisión de Israel de aprobar un plan de instalación de dos líneas de teleférico en Jerusalén oriental y el proyecto denominado “Casa Liba” en la ciudad vieja de Jerusalén, así como la construcción del denominado “Centro Kedem”, un centro de visitantes próximo al muro meridional de la mezquita de al-Aqsa/al-Haram al-Sharif, la construcción del edificio Strauss y el proyecto de ascensor en la Plaza de al-Buraq “Plaza del Muro Occidental”, e insta a Israel, la potencia ocupante, a que renuncie a dichos proyectos y ponga fin a las obras de construcción, de conformidad con las obligaciones que le corresponden en virtud de las convenciones, resoluciones y decisiones pertinentes de la UNESCO.
Resolución UNESCO (200 EX/PX/DR.25.2 Rev.)

## Crisis en julio de 2017
En julio de 2017 se produce una nueva crisis en la explanada de las mezquitas iniciada con el asesinato de dos policías israelíes en la ciudad vieja de Jerusalén por parte de tres terroristas musulmanes que son posteriormente abatidos. Las autoridades israelíes deciden el cierre del recinto. Se reabre dos días después tras instalar arcos detectores de metales. Consideran que quienes atentaron contra los dos policías habían escondido sus armas en la zona de la explanada de las mezquitas. La comunidad musulmana rechaza las nuevas medidas de seguridad y lo interpreta como un intento por parte de Israel de modificar el "statu quo" de la zona. En los enfrentamientos durante estos días son asesinados 4 palestinos (3+1) y 3 israelíes asesinados por un joven palestino para vengar el cierre de la mezquita Al Aqsa.

### Cronología
- 14 de julio de 2017. Tres árabes israelíes[9] disparan contra dos policías en la ciudad vieja de Jerusalén. Son perseguidos y abatidos en la Explanada de las Mezquitas. Israel asegura que las armas utilizadas estaban escondidas en la explanada y toma la decisión de cerrar durante dos días el acceso. La decisión genera la protesta de palestinos y de Jordania, supuesta guardiana de los lugares santos de Jerusalén. Los palestinos consideran que Israel está intentando ampliar su control del complejo y las zonas de las mezquitas administradas por los musulmanes.[10]
- 15 de julio. El primer ministro Israelí decide instalar detectores de metales en las entradas de la explanada y anuncia la reapertura para el día siguiente.
- 16 de julio. Reapertura al público de la explanada de las mezquitas pero la población musulmana se niega a entrar como protesta por las nuevas medidas de seguridad. Como protesta cientos de personas rezan en el exterior del recinto. A partir de esta fecha se producen enfrentamientos entre palestinos y fuerzas de seguridad israelíes en Jerusalén-Este y en Cisjordania. Los fieles musulmanes continúan sin querer entrar en la mezquita.
- 17 de julio. Las autoridades islámicas de Al Aqsa piden en un comunicado a los fieles musulmanes palestinos que no atraviesen los arcos instalados por la Policía israelí y que rechacen todos los "procedimientos para cambiar la histórica situación de la Mezquita de Al Aqsa". La nota invita a los palestinos a rezar en las calles de Jerusalén y en los alrededores de la Explanada en caso de que los detectores de metales instalados en los accesos no se retiren.[11]
- 20 de julio. El presidente turco Tayyip Erdogán se une a los dirigentes palestinos para pedir a Israel la retirada de los arcos detectores de metal. El Presidente Netanyahu tras consultas con responsables de seguridad decide mantener los dispositivos.
- 21 de julio. Viernes, día de plegaria general. La policía israelí prohíbe a los hombres menores de 50 años el acceso a la ciudad antigua. Cientos de personas participan en una plegaria organizada en las puertas de la ciudad vieja. Se producen violentos enfrentamientos entre palestinos y fuerzas de seguridad israelíes en Jerusalén Este y Cisjordania. Mueren 3 palestinos y varios centenares resultan heridos.
- Un palestino penetra en la colonia judía de Neve Tsuf al noroeste de Ramala y mata a puñaladas a tres miembros de una familia antes de que él mismo resulte herido de bala. A través de su cuenta de Facebook explicó que vengaría el cierre de la mezquita Al Aqsa.[12]
- El presidente palestino Mahmud Abbas anuncia la "congelación" de los contactos con Israel hasta que no se anulen las nuevas medidas de seguridad impuestas por Israel.
- 22 de julio. Muere uno de los palestinos heridos el día anterior. Continúan las protestas.
- 23 de julio. Israel instala cámaras de seguridad, lo que provoca una nueva protesta por parte musulmana. El Mufti de Jerusalén Muhammad Hussein, pide que se retorne a las medidas establecidas antes del ataque. Las instituciones islámicas de Jerusalén "afirman el rechazo categórico de los arcos electrónicos y de todas las medidas de ocupación."[10]
- Se lanza desde Gaza un cohete que llega a territorio israelí a una zona no habitada, según fuentes israelíes.
- En un comunicado el servicio israelí de seguridad interior anuncia la detención de 25 miembros de Hamás a "título preventivo" en el marco de las "tensiones en torno al Monte del Templo".[13]
- Reunión de responsables israelíes para estudiar una posible solución de seguridad alternativa a los arcos detectores de metales.
- Se anuncia una reunión el lunes 24 del Consejo de Seguridad de la ONU para tratar este tema. El Secretario General de la Liga Árabe, Ahmed Abul Gueit, acusa a Israel de "jugar con fuego" y denuncia la actitud "aventurera" de su gobierno que puede provocar una "grave crisis con el mundo árabe y musulmán".[12]
- Ataque a la embajada de Israel en Jordania. Mueren dos jordanos. Un agente de seguridad israelí herido grave.[14]
- 25 de julio. Israel desmantela los arcos detectores de metales. El gobierno israelí señala en un comunicado "Los detectores de metales serán sustituidos por unos controles de seguridad basados en tecnología avanzada y otros medios que se implementarán a lo largo de los próximos seis meses".[15]

## Galería de imágenes
|                                                            |
| Modelo del segundo Templo de Jerusalén en el siglo I d. C. |

| |
| Cartel a la entrada de la Explanada colocado por el Gran Rabinato de Israel, prohibiendo el acceso debido a su carácter sagrado (1978). |

|                    |
| Cúpula de la Roca. |

|                                  |
| Detalle de la Cúpula de la Roca. |

|                       |
| Muro de la explanada. |